# آلن جی. تورمن
آلن جی. تورمن (به انگلیسی: Allen Granberry Thurman) سناتور سابق عضو حزب دموکرات ایالات متحده آمریکا بود. وی در سال ۱۸۶۹ تا ۱۸۸۱ میلادی سناتور ایالت اوهایو در سنای ایالات متحده آمریکا بود.